# Salsola gossypina
Salsola gossypina är en amarantväxtart som beskrevs av Aleksandr Andrejevitj Bunge och Pierre Edmond Boissier. Salsola gossypina ingår i släktet sodaörter, och familjen amarantväxter. Inga underarter finns listade i Catalogue of Life.